# آرثر غراهام
آرثر غراهام (بالإنجليزية: Arthur Graham)‏ (26 أكتوبر 1952 غلاسكو المملكة المتحدة - ) هو لاعب كرة قدم بريطاني.

## مسيرته الكروية
لعب آرثر غراهام خلال مسيرته الاحترافية مع 4 أندية في ثمانية عشر موسمًا وسجل خلالها 78 هدفًا ضمن 511 مباراة. حيث فاز في موسمين بالكأس ولم يفز بأي دوري.
خاض آرثر غراهام مسيرته مع نادي أبردين في موسم 1969–70 ليلعب معه ثمانية مواسم، مشاركًا في 220 مباراة سجل خلالها 34 هدفًا. ثم انتقل إلى نادي ليدز يونايتد في موسم 1977–78 ليلعب معه ستة مواسم، حيث شارك في 223 مباراة سجل خلالها 37 هدفًا. لينتقل بعدها إلى نادي مانشستر يونايتد في موسم 1983–84 ولمدة موسمين، مشاركًا في 37 مباراة سجل خلالها 5 أهداف. ثم انتقل إلى نادي برادفورد سيتي في موسم 1985–86 ولمدة موسمين، مشاركًا في 31 مباراة سجل خلالها هدفين.

## روابط خارجية
- آرثر غراهام على موقع الاتحاد الإسكتلندي (الإنجليزية)
- آرثر غراهام على موقع قاعدة بيانات كرة القدم.إي يو (الإنجليزية)
- آرثر غراهام على موقع ناشيونال فوتبول تيمز (الإنجليزية)